# Чурапчинский государственный институт физической культуры и спорта
Чурапчинский государственный институт физической культуры и спорта — высшее учебное заведение, основанное в 1934 году, осуществляющее подготовку и переподготовку педагогических кадров в области физкультуры и спорта, входит в систему Министерства спорта Российской Федерации, учебное заведение входит в число четырнадцати профильных отраслевых высших учебных заведений Российской Федерации.

## Основная история
В 1934 году Постановлением Совета народных комиссаров РСФСР в селе Чурапча, Чурапчинского района Якутской АССР было открыто Чурапчинское педагогическое училище, для подготовки учителей физкультуры общеобразовательных школ. 22 мая 1944 года Указом Президиума Совета народных комиссаров Якутской АССР педагогическому училищу было присвоено имя С. А. Новгородова. С 1934 по 1957 год училище было подготовлено более шестисот педагогических работников.
В 1957 году распоряжением Совета Министров Якутской АССР на базе  педагогического училища была открыта Чурапчинская средняя школа-интернат, к 1965 году на его основе было воспитано несколько чемпионов РСФСР, и двоих  чемпионов СССР по вольной борьбе среди юношей. В 1966 году на базе средней школы-интерната была создана Чурапчинская детско-юношеская спортивная школа, в состав школы были включены четыре отделения: вольной борьбы, гимнастики, стрельбы из лука и настольного тенниса, в 1977 году в школе создано пятое отделение — русских шахмат. 
Тренерами школы были назначены известные спортсмены Д. П. Коркин и П. М. Стасов. В 1969 году учащийся школы И. Г. Федосеев выиграл мировой чемпионат по вольной борьбе среди юношей. В 1970 и в 1971 году воспитанник школы Г. М. Дмитриев дважды становится чемпионом СССР, в 1972 году его брат и тоже воспитанник школы Р. М. Дмитриев стал чемпионом XX летних Олимпийских игр. В 1976 году трое воспитанников школы были участниками XXI летних Олимпийских игр: П. П. Пинигин стал олимпийским чемпионом, а А. Н. Иванов и Р. М. Дмитриев стали серебряными призёрами Олимпиады.
3 февраля 1999 года указом президента Якутии № 672 и постановлением  правительства Якутии № 351 от 25 июня 1999 года на базе Чурапчинского филиала Якутского педагогического училища № 1 при Чурапчинской школе-интернате был создан Чурапчинский государственный институт физической культуры и спорта. В структуре института было создано две кафедры и пять отделений: вольной борьбы,  шашек, лёгкой атлетики, перетягивание палки и спортивных игр. Профессорско-преподавательский состав представляли 4 доктора и 3 кандидата наук. 21 марта 2007 года Распоряжением Правительства Российской Федерации № 308-р институт получил статус федерального института.
За двадцать лет существования института было подготовлено свыше тысяча пятисот специалистов в области физической культуры и спорта, из них трое были участниками Летних Олимпийских игр, четверо —  участниками Всемирных интеллектуальных видов спорта, девять человек были чемпионами и призёрами мира, один был удостоен звания — заслуженный мастер спорта России, шестнадцать человек получили звание —  мастер спорта России международного класса, трое — гроссмейстера по шашкам, более восьмидесяти человек стали — мастер спорта России. Выпускники института В. М. Егоров дважды становился чемпионом Европы, С. А. Трофимова четырежды становилась чемпионкой России.

## Структура

### Факультеты
- Факультет физической культуры, спорта и оздоровительных технологий
- Факультет социально- педагогический
- Факультет дополнительного профессионального образования[4]

### Кафедры
- Кафедра БЖД
- Кафедра гуманитарных наук
- Кафедра естественных наук
- Кафедра теории и методики физической культуры
- Кафедра организация работы с молодежью
- Кафедра педагогики и психологии
- Кафедра рекреации и спортивно-оздоровительного туризма
- Кафедра спортивной подготовки и национальных видов спорта
- Кафедра мас-рестлинга[5]

## Руководство
Основной источник:
- 1986—2003 — д.п.н., профессор М. Д.  Гуляев
- с 2003 — к.п.н., профессор И. И. Готовцев

## Гордость института
Основной источник:

### Известные преподаватели
- Коркин, Дмитрий Петрович — заслуженный тренер СССР
- Стасов, Павел Михайлович — заслуженный тренер Якутской АССР

### Известные выпускники
- Дмитриев, Роман Михайлович — з.м.с., олимпийский чемпион
- Пинигин, Павел Павлович — з.м.с., олимпийский чемпион
- Гоголев, Василий Николаевич — з.м.с., двукратный чемпион Европы, трехкратный чемпион СССР, обладатель Кубка СССР
- Дмитриев, Гавриил Михайлович — м.с.м.к., двукратный чемпион СССР
- Иванов, Александр Николаевич — з.м.с., серебряный призёр Олимпийских игр
- Сивцев, Иван Николаевич — заслуженный тренер России
- Егоров, Василий Михайлович — з.м.с., дважды чемпион Европы
- Трофимова, Сардана Александровна — м.с.м.к., четырежды чемпионка России